# Albas, Lot
Albas är en kommun i departementet Lot i regionen Occitanien i södra Frankrike. Kommunen ligger i kantonen Luzech som tillhör arrondissementet Cahors. År 2022 hade Albas 529 invånare.

## Befolkningsutveckling
Antalet invånare i kommunen Albas
| Referens: INSEE |